# NGC 1906
NGC 1906 ist eine Spiralgalaxie vom Hubble-Typ Scd im Sternbild Hase nördlich der Ekliptik. Sie ist schätzungsweise 127 Millionen Lichtjahre von der Milchstraße entfernt und hat einen Durchmesser von etwa 35.000 Lj.
Im selben Himmelsareal befindet sich u. a. die Galaxie IC 415.
Das Objekt wurde am 12. November 1885 von Francis Leavenworth entdeckt.